# Hermann Scherchen
Hermann Scherchen (21. juni 1891 i Berlin – 12. juni 1966 i Firenze) var en tysk dirigent og en af det 20. århundredes mest markante musikpersonligheder.

## Uropførelser
Scherchens advokatur for samtidens musik er legendarisk; han er nok den dirigent, der har tegnet sig for flest uropførelser, bl.a Schönbergs Kammersymfoni nr. 1 og Pierrot Lunaire (1913), Alban Bergs violinkoncert (1936), Kreneks Symfoni nr. 1 og Hindemiths Kammermusik nr. 1 (1922).

## Biografi

### De unge år
Scherchen var autodidakt. Han begyndte at spille violin i 1896 og i 1907 til 1910 spillede han violin og bratsch i Berliner Philharmonikerne og Kroll-Operaen under bl.a. Richard Strauss, Felix Mottl og Oskar Fried.

### Dirigentkarrieren begynder
Han blev dirigent for Rigas symfoniorkester i 1914, men da 1. verdenskrig brød ud, blev han interneret som civil krigsfange i Rusland 1914-1918. Efter krigen vendte han tilbage til Berlin, dirigerede de kommende år en række koncerter med Berliner Philharmonikerne, og stiftede ISCM, det Internationale Selskab for ny Musik (1919), samt grundlagde tidsskriftet MELOS.  

### Videreformidling
I 1929 udkom hans Lehrbuch des Dirigierens, (Håndbog om dirigering), som endnu i dag er standardværk for enhver dirigentspire.
Han efterfulgte Furtwängler som dirigent i Frankfurt.
I mellemkrigstiden var han meget virksom inden for pædagogikken, hvor han bl.a. havde seminarer om ny musik og akustik. Deltagere inkluderede blandt andre Stravinskij, Karel Ancerl, Ernest Bour, Bartok og Jascha Horenstein.

### 2. verdenskrig
Han var udtalt antinazist og forlod derfor Tyskland i 1933 og slog sig ned i Schweiz. I denne periode holdt han vidtstrakt koncertaktivitet i den del af verden, som ikke var besat. 

### Efter krigen
Efter krigen blev han tilbudt stillingen som chefdirigent for Berliner Philharmonikerne, men afslog, og arbejdede mest med base i Schweiz.
I 1946 udkom Scherchens 2. bog, Vom Wesen der Musik (Musikkens væsen).

### Westminster
Et mangeårigt samarbejde med pladeselskabet Westminster begyndte i 1950; det resulterede i fremragende indspilninger af bl.a. Bachs Brandenburger-koncerter, Matthæuspassion og Messe i h-mol, Händels Concerti Grossi og Messias, Mahlers symfonier 1, 2, 5, 7 og 10, mange af Haydns symfonier, Beethovens 9 symfonier, Mozarts Requiem, samt orkesterværker og koncerter af Peter Tjaikovskij, Sergej Prokofjev, Franz Liszt, Nikolai Rimskij-Korsakov, Reinhold Gliere, Hector Berlioz, Carl Maria von Weber, Kurt Weill, Alban Berg, Arnold Schönberg, Giaccomo Rossini, Arthur Honegger, og mange flere. Der findes derudover en mængde andre bevarede indspilninger og optagelser, som er udkommet på andre plademærker, såsom selskabet Tahra.
Et værk, der fulgte Scherchen hele livet, er Bachs Die Kunst der Fuge. Han instrumenterede det selv og opførte det adskillige gange.